# Le Plessis-Brion
Le Plessis-Brion – miejscowość i gmina we Francji, w regionie Hauts-de-France, w departamencie Oise.
Według danych na rok 2020 gminę zamieszkiwały 1332 osoby, a gęstość zaludnienia wynosiła 178 osób/km² (wśród 2293 gmin Pikardii Le Plessis-Brion plasuje się na 189. miejscu pod względem liczby ludności, natomiast pod względem powierzchni na miejscu 648.).